# Pie rouge de Norvège
La pie rouge est une race bovine norvégienne. En norvégien, elle se nomme Norsk rødt fe, parfois réduit au sigle NRF.

## Origine

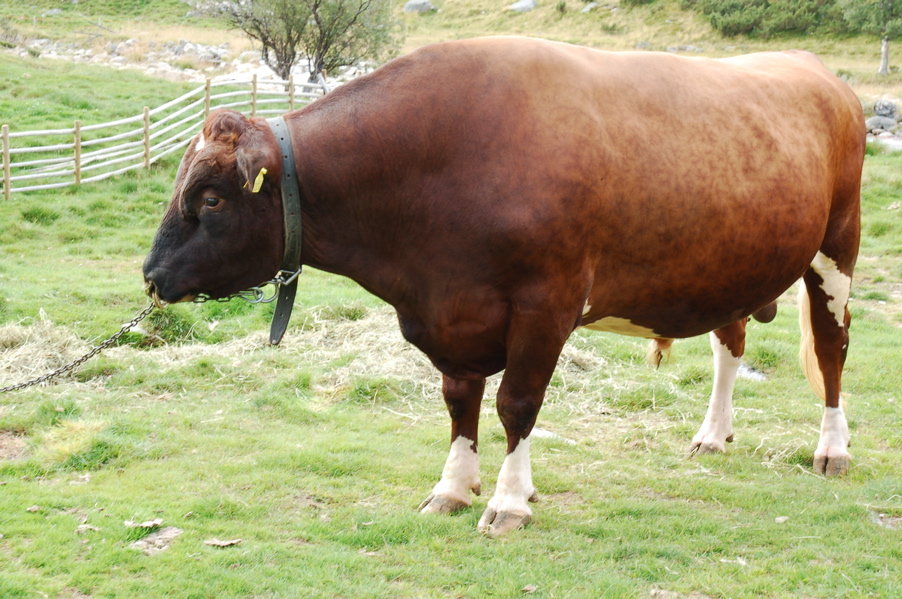
Taureau NRF

Elle est un croisement entre le rameau des races nordiques et le rameau celtique. 
Elle est issue du croisement entre races anciennes de Norvège avec des mâles rouge de Suède et ayrshire de Finlande. Le livre généalogique a été ouvert en 1935. Dans les années 60, elle a été croisée à nouveau avec des mâles ayrshire et holstein pour améliorer la production laitière. Il était prévu que cette race absorbe aussi toutes les races anciennes à petits effectifs. Elle a donc ouvert son livre à ces races. L'effectif en 2001 était de 330 000 femelles dont 315 000 inscrites au registre et 140 mâles. 95 % de femelles reproduisent en race pure.

## Morphologie
Elle porte une robe pie rouge. Les cornes sont en lyre haute et les muqueuses sont rosées. 
C'est une race de grande taille. La vache mesure 130 cm au garrot et pèse 575 kg. Le taureau mesure 140 cm pour 1000 kg.

## Aptitudes

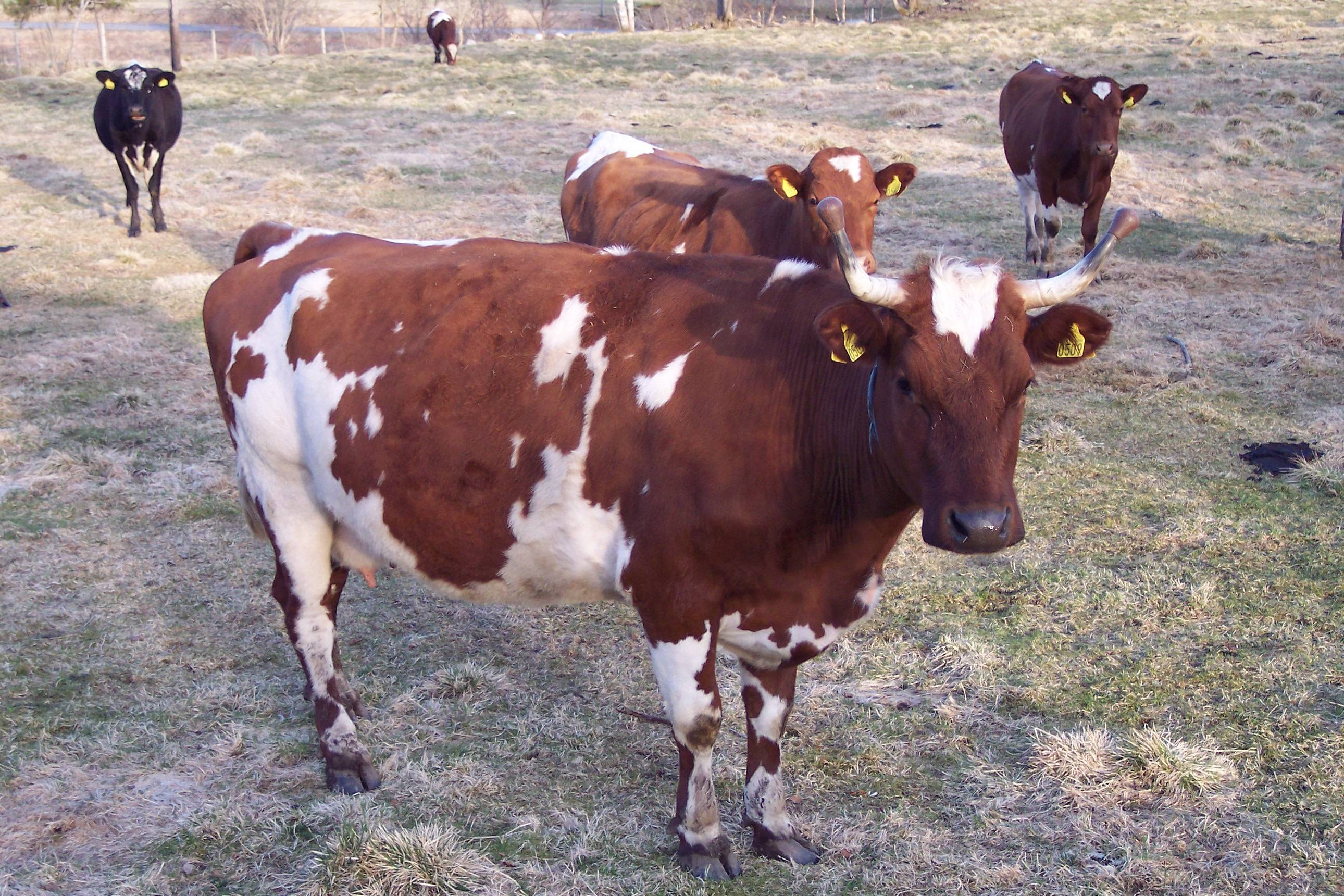
Vaches au pâturage

Elle est classée laitière. Elle donne en moyenne 5800 kg d'un lait riche apte à la transformation en fromages. Les plus efficaces atteignent 16 000 kg sur une lactation . 
Elle doit sa grande diffusion à un programme de sélection intense qui a porté sur la résistance aux mammites, la bonne fertilité, et la facilité de vêlage. 